# موزه هوانوردی دوربرد و استراتژیک پولتاوا
موزه هوانوردی دوربرد و استراتژیک پولتاوا (اوکراینی: موزه هوانوردی بمب‌افکن‌های سنگین) موزه تجهیزات هوانوردی دوربرد واقع در شهر پولتاوا در قلمرو پایگاه هوایی سابق پولتاوا-۴ اوکراین است.
این موزه در محل فرودگاهی ایجاد شده‌است که در دهه ۱۹۲۰ از یک فرودگاه غیرنظامی به یکی از قدرتمندترین پایگاه‌های هوایی راهبردی جهان تبدیل شد.
آغاز کار موزه را می‌توان سال ۱۹۸۷ در نظر گرفت. زمانی که یک هواپیمای توپولف تو-۱۶، که تقریباً ۴۰ سال در خدمت هوانوردی دوربرد اتحاد جماهیر شوروی بود، در این پایگاه نصب شد.
پس از پایان جنگ سرد، تنها لشکر هوانوردی بمب افکن سنگین در اوکراین در پولتاوا باقی ماند که مجهز به بمب افکن‌های دوربرد توپولف تو-۲۲ام۳ و هواپیماهای آموزشی دوربرد توپولف تو-۱۳۴یوبی‌ال بود. این لشکر سرانجام در سال ۲۰۰۶ منحل شد. هرچند قرار بود هواپیماها منهدم شوند، اما در می ۲۰۰۷، با تلاش خلبانان نظامی سابق، شرکت موزه هوانوردی دوربرد تأسیس شد تا هواپیماها را به نمایش بگذارد.

## هواپیماها
| تصویر | هواپیما             |
| ----- | ------------------- |
|       | آنتونوف ای‌ان-۲      |
|       | ائرو ال-۲۹ دلفین    |
| تصویر | آئرو ال-۳۹ آلباتروس |
| تصویر | میل می-۲            |
|       | سوخو-۱۵             |
|       | توپولف تو-۱۶سی-۲۶   |
|       | توپولف تو-۲۲سی‌دی    |
|       | توپولف تو-۲۲ام۳     |
|       | توپولف-۹۵ام‌اس       |
|       | توپولف تو-۱۳۴       |
|       | توپولف تو-۱۶۰       |